# Tomas Alfredson
Tomas Alfredson (Lidingö, Suècia, 1 d'abril de 1965) és un director de cinema suec. Ha dirigit Låt den rätte komma in, que ha aconseguit molts premis en festivals arreu del món.

## Biografia
Nascut en el comtat d'Estocolm, és fill del còmic, escriptor i director Hasse Alfredson. Va créixer principalment amb la mare, però gràcies al mestratge del pare comença a apassionar-se pel cinema, de nen pren part amb petits papers en algunes produccions dirigides pel pare. La seva carrera comença prop de la Svensk Filmindustri, on treballa com assistent, després treballa pel canal de televisió suec TV4. En el curs dels anys dirigeix diverses produccions televisives, curts i shows per nens, en el 2003 debuta amb el seu primer llargmetratge Office Hours (Kontorstid).
Alfredson és membre del grup teatral Killinggänget, amb el qual ha escrit el guió del seu segon llargmetratge Four Shades of Brown (Fyra nyanser av brunt). La pel·lícula ha voltat per molts festivals cinematogràfics europeus i ha estat candidata a quatre premis Guldbagge, entre els quals a la millor direcció d'Alfredson.
El 2008 coneix l'èxit internacional gràcies a la pel·lícula Deixa'm entrar (Låt den rätte komma en), adaptació cinematogràfica de l'homònima novel·la de John Ajvide Lindqvist. La pel·lícula ha estat presentada per primera vegada el 26 gener de 2008 al festival del cinema de Göteborg, i successivament ha estat presentat en molts festivals en gira pel món, guanyant premis i crítiques favorables. A Suècia la pel·lícula ha guanyat cinc premis Guldbagge mentre internacionalment ha aconseguit el Corvo d'Or per la millor pel·lícula al Festival internacional del cinema fantàstic de Brussel·les.
L'èxit internacional continua el 2011 amb la pel·lícula El talp (Tinker, Tailor, Soldier, Spy), guanyadora de nombrosos premis en tot el món, presentada en concurs a la 68ª Mostra de Venècia, composta d'un repartiment ple d'actors britànics, del calibre de Gary Oldman, Colin Firth, John Hurt i Mark Strong. La pel·lícula va ser nominada a 11 premis BAFTA - entre els quals en les categories de millor pel·lícula i millor direcció - guanyant-ne dos: un a la millor pel·lícula britànica. La pel·lícula ha estat a més candidata a tres Oscar en l'edició 2012.

### Vida privada
Té un germà de nom Daniel, també director. Té dos fills de la seva exdona Cissi Elwin.

## Filmografia
- 1994: Bert: Den siste oskulden
- 2003: Kontorstid
- 2004: Fyra nyanser av brunt
- 2008: Låt den rätte komma in
- 2011: El talp (Tinker, Tailor, Soldier, Spy)
- 2017: The Snowman

## Premis
- 2008: Millor film, millor realitzador i millor fotografia al festival FanTasia per a Låt den rätte komma in
- 2008: Millor film, millor realitzador i millor fotografia als premis European Independent Film Critics per a Låt den rätte komma in
- 2008: Premi de la critica i millor realitzador al 12è festival internacional de cinema fantàstic de Puchon per a Låt den rätte komma in
- 2012: Millor realitzador a l'Internacional Online Film Critics' Poll per a El talp